# Fritz Caspari (Metallurg)
Fritz Caspari (* 22. September 1883 in Mannheim; † 4. November 1964 in Wilhelmsfeld) war ein deutscher Chemiker, Metallurg und Sachbuchautor zum Thema Gartenbau.

## Leben
Fritz Caspari besuchte das Mannheimer Gymnasium und studierte ab 1902 Chemie in Bonn und Straßburg. In Straßburg wurde er am 29. Juni 1908 promoviert und seit dem 15. März 1908 Assistent. Danach arbeitete er bei den Farbwerken Höchst als Chemiker. Während des Ersten Weltkriegs war er Chefmetallurge bei den Kupfer- und Messingwerken in Heegermühle und bis 1925 Direktor in Homberg und Gelsenkirchen. An der Universität Berlin erhielt er am Chemisch-Technischen Institut 1927 einen Lehrauftrag für Metallurgie. 1933 wurde er als ein potentieller Nachfolger Rudolf Hoffmanns auf den Lehrstuhl für Metallhüttenkunde und Elektrometallurgie der Bergakademie Clausthal in Betracht gezogen, kam aber aufgrund der Bevorzugung eines aktiven Nationalsozialisten seitens des zuständigen Ministeriums nicht zum Zuge. Er  war Gründungsmitglied der Gesellschaft Deutscher Metallhütten- und Bergleute (GDMB).

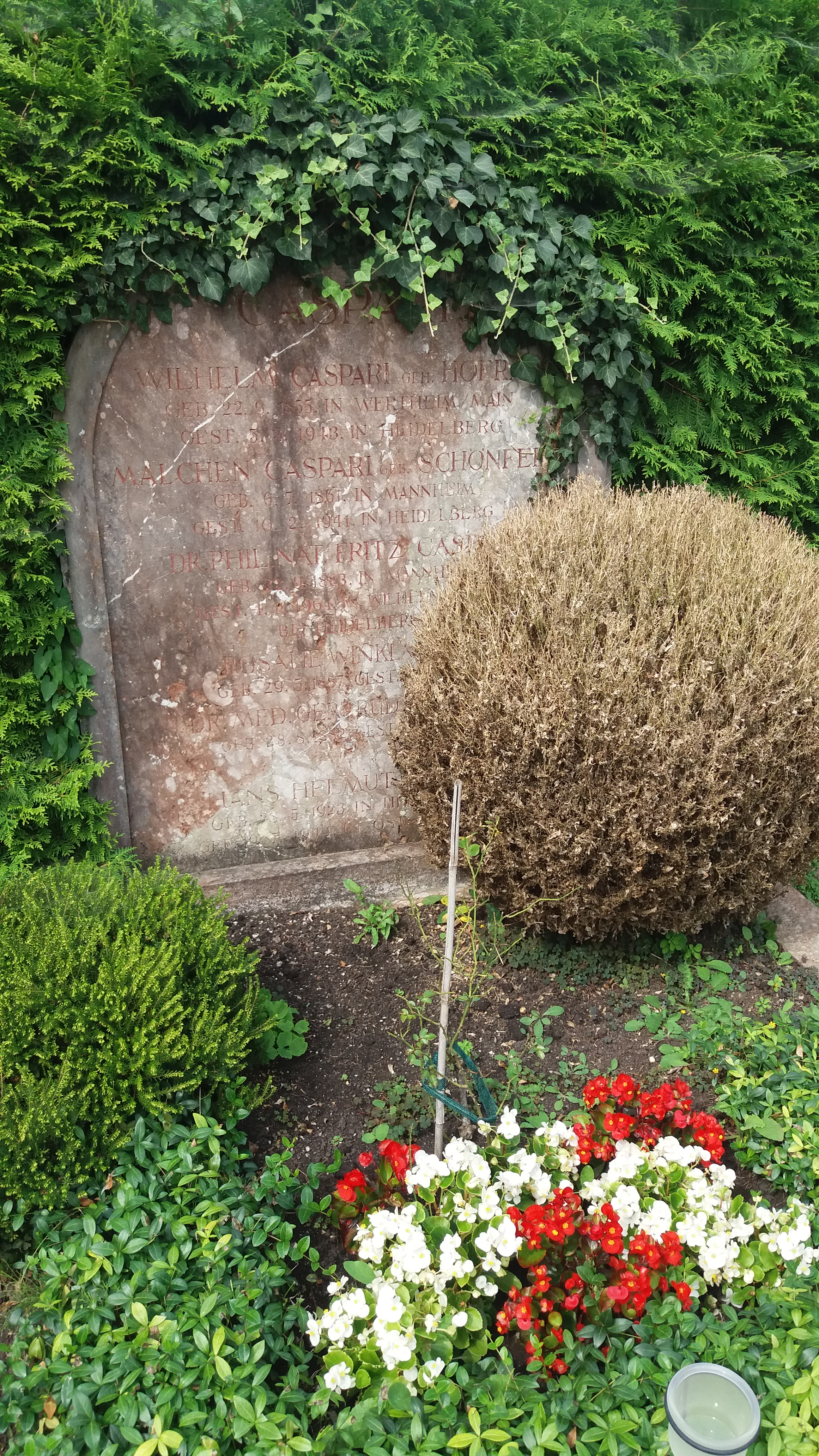
Grabstätte Familie Caspari, Friedhof Fraueninsel

Von 1933 bis 1950 lebte er auf seinem Landsitz, der „Klosterwiese“ in Gstadt am Chiemsee, und schuf dort einen ökologischen Garten. Seine Erfahrungen daraus beschrieb er in dem Buch „Fruchtbarer Garten“. Caspari gehörte neben Laurentia Dombrowski, Gertrud Franck, Albert und Wolfgang von Haller, Ewald Könemann, Oswald Hitschfeld und Heinrich Schwab zu den wichtigsten Vertretern des ökologischen Landbaues.
Sein Urgroßvater war der Geologe Johann Jacob Nöggerath.

## Schriften
- Zur Kenntnis des Dicinnamenylmethans, Straßburg 1909 (= Dissertation, mit Lebenslauf)
- Fruchtbarer Garten. Naturgemässe Gartenpraxis, Seebruck am Chiemsee, Heering-Verlag 1948
- Hermann Mattern (Hrsg.), Fritz Caspari [u. a.] (Mitarb.): Die Wohnlandschaft. Eine Sammlung von Aussagen über die menschliche Tätigkeit in der Landschaft, Stuttgart, Hatje 1950
- Gärtnerjahr und Ernährungskreislauf, München-Pasing, Wirtschaftsverlag Klug 1970